# Ceratina lieftincki
Ceratina lieftincki är en biart som beskrevs av Jacobus van der Vecht 1952.
Ceratina lieftincki ingår i släktet märgbin och familjen långtungebin. Inga underarter finns listade i Catalogue of Life.